# Wiliame Katonivere
Wiliame Maivalili Katonivere (Suva, 20 aprile 1964) è un politico e militare figiano, presidente delle Figi dal 2021 al 2024.
Il Ratu Katonivere è un capo figiano che era già a capo (Tui) della provincia di Macuata (di cui è originario) dal 2013 quando fu eletto presidente della repubblica il 22 ottobre dopo essere stato nominato dal partito FijiFirst che presiedeva.
Ratu Wiliame ha servito due volte in Medio Oriente come soldato arruolato, entrambi con la Forza ad interim delle Nazioni Unite in Libano (UNIFIL) e ha continuato a servire come membro delle forze territoriali prima di essere nominato tenente colonnello e nominato comandante del 7º Reggimento di Fanteria delle Figi, Brigata delle Forze Territoriali. In qualità di membro del Consiglio per gli affari delle Fiji, Ratu Wiliame ha anche svolto ruoli attivi nelle questioni amministrative provinciali e iTaukei.
Secondo l'articolo 83 della costituzione delle Figi non era permesso a un futuro presidente essere membro di un partito politico per poter essere eletto.
È stato il presidente del Pine Group of Companies dal 2020, che comprende Fiji Pine Limited, Tropik Wood Industries Limited e Tropik Wood Products Limited. Fa anche parte del consiglio di amministrazione di Fiji Airports, Fiji Sugar Corporation e Rewa Rice Ltd.